# 奧斯特雷斯科韋冰川
71°50′S 5°40′E / 71.833°S 5.667°E
奧斯特雷斯科韋冰川（挪威語：Austre Skorvebreen）是南極洲的冰川，位於東部南極洲的毛德皇后地，處於穆利格-霍夫曼山脈地區，發源自韋斯特雷斯科韋冰川源頭以東，流經布雷普洛根山東坡。